# Teatret Vårt
Regionteatret i Møre og Romsdal, plus connu sous le nom Teatret Vårt, est l'un des plus anciens théâtres régionaux de Norvège. Fondé en 1972, il est situé à Molde dans le Møre og Romsdal. La troupe tourne dans tout le comté. Elle donne entre 250 et 300 représentations par an. Ces dernières années, le nombre de spectateurs oscille entre 32 000 et 35 000. Depuis 2000, le théâtre est dirigé par Carl Morten Amundsen.
Le Teatret Vårt s'est voulu, dès sa création, une alternative au premier théâtre régional du pays : le Hålogaland Teater. Des personnes comme Kjetil Bang-Hansen, Ola B. Johannessen et d'autres, croyaient en un théâtre d'art qui soit universel. Le théâtre s'est toujours maintenu dans cette tradition quand bien même, durant les années 1970, il s'est plus politisé. Les grands classiques comme les œuvres contemporaines s'y sont toujours côtoyés.
Le Teatret Vårt a déménagé en 2012 pour s'installer dans les nouveaux murs de la maison de la culture Plassen. La même année, le danois Thomas Bjørnager en devient le directeur artistique.

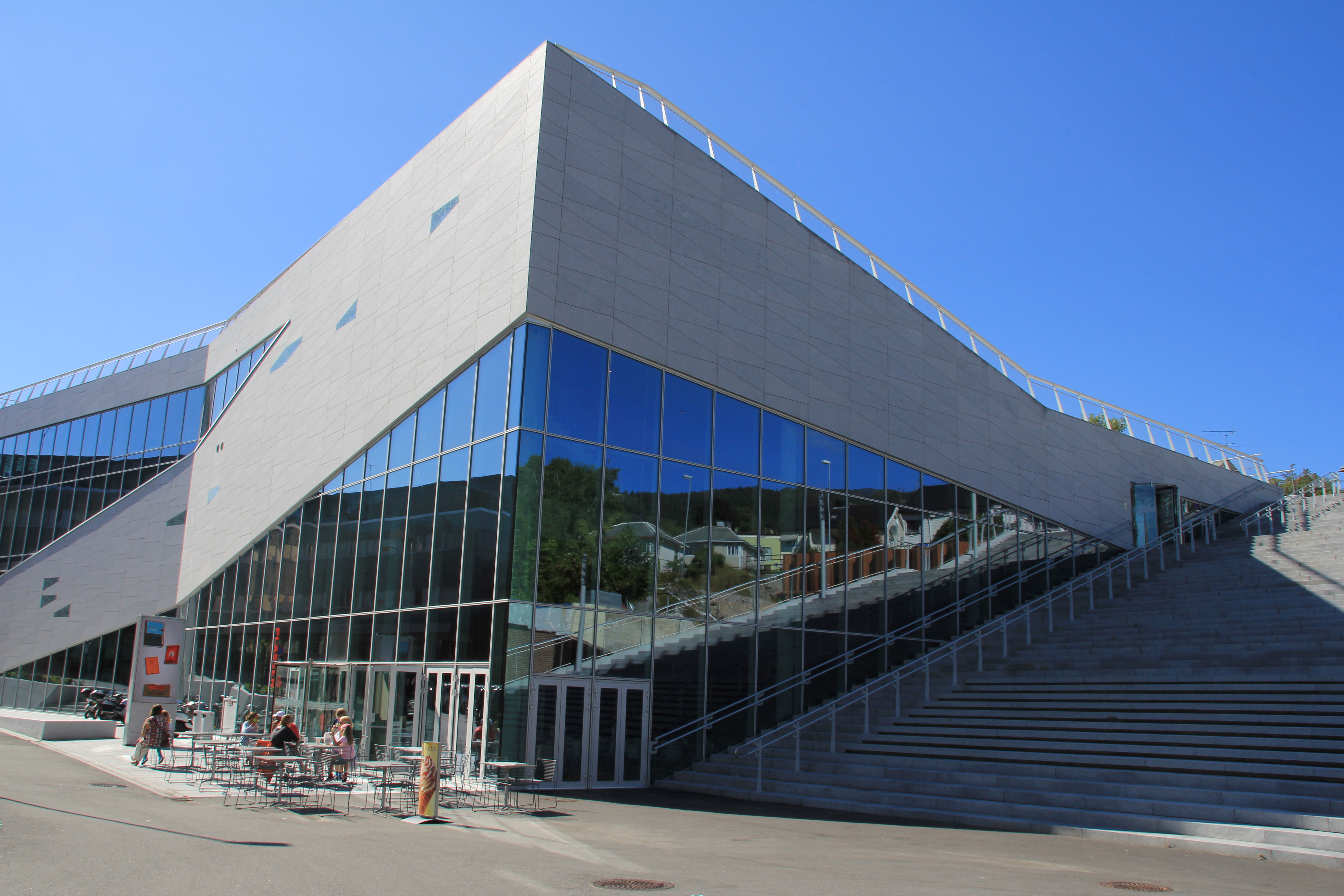
Maison de la culture de Molde où se trouve le Teatret Vårt depuis 2012.